# Alfred Petsch
Alfred P. C. Petsch (* 16. August 1887 in Luckenbach, Texas; † 28. November 1981 in Fredericksburg) war ein US-amerikanischer Politiker, demokratisches Mitglied des Repräsentantenhauses von Texas aus dem 85. Wahlbezirk (Fredericksburg und Gillespie County). Er diente als Soldat in beiden Weltkriegen, zuletzt im Rang eines Lieutenant Colonel. Petsch arbeitete zudem als Erzieher und Anwalt und war ein bekannter Philanthrop.

## Kindheit und Erziehung
Er war Sohn von Joe F. und Ida (Baag) Petsch. Er sprach, wie es unter Deutschstämmigen im Texas Hill Country üblich war, nur Deutsch und erlernte die Englische Sprache erst, als er das College besuchte.

## Ausbildung und frühe Karriere
Petsch schloss sein Studium 1906 an der Southwest Texas State Normal School in San Marcos ab. An diesem College studierte zwei Jahrzehnte später auch Lyndon B. Johnson.
Petsch arbeitete als Lehrer, um seine Ausbildung zu finanzieren. Von 1906 bis 1907 und im Herbstsemester von 1908 besuchte er die University of Texas, dort absolvierte er die University of Texas School of Law und bestand im gleichen Jahr die Prüfung der State Bar of Texas, um als Anwalt zu arbeiten. Petsch eröffnete seine erste Anwaltskanzlei in Fredericksburg am 1. Januar 1911. Im Jahre 1934 wurde er als Anwalt am United States Supreme Court zugelassen.

## Militärdienst
Petsch wurde am 26. Mai 1917 zum Second Lieutenant ernannt. Er diente im Camp Funston und im Camp Travis, dieses Camp wurde später Teil des Fort Sam Houston, und im Camp Grant in Rockford (Illinois), wo er am 18. Dezember 1918 als Major entlassen wurde. Während des Zweiten Weltkrieges diente Petsch als Lieutenant Colonel im Camp Bullis von 1942 bis 1943, dem Hereford Internment Camp in 1943, und dem Camp Joseph T. Robinson in Hot Springs (Arkansas) von 1943 bis 1945.

## Politische Karriere
Petsch wurde im März 1911 zum County Attorney des Gillespie County ernannt. Er war Demokrat und wurde für den 85. Wahlbezirk in Fredericksburg, Gillespie County, 1924 in das Texas House of Representatives gewählt, als Nachfolger von Samuel Ealy Johnson, Jr. Er wurde bis 1933 wiedergewählt. Petsch wurde danach abgewählt, aber 1935 wiedergewählt, und arbeitete bis 1941 in diesem Amt.

## Zeitungsverleger
Seit 1915 wurde der Fredericksburg Standard von der Fredericksburg Publishing Company herausgegeben, die außerdem das Fredericksburg Wochenblatt herausgab, eine Zeitung in deutscher Sprache. Petsch war einer der Gründer und der Direktor des Verlages, und auch einer der Beitragenden der Kolumne We Believe.

## Bürgerschaftliches Engagement
Als Mitglied in der Fredericksburg Progressive Business League arbeitete er 1913 daran, eine Bahnlinie nach Fredricksburg zu erbauen. Petsch war im Fredricksburger Schulausschuss und war Präsident der Fredericksburg Chamber of Commerce von 1923 bis 1924. Er half beim Wiederaufbau der Gillespie County Fair Association im Jahre 1922. Er war außerdem einer der Organisatoren der Hill Country Bar Association.
Während der Großen Depression ging die Citizens Bank and Bank of Fredericksburg 1932 in Konkurs, deshalb wurde ein Komitee geformt, um eine neue Bank zu gründen, die den Bedürfnissen der Gemeinde dienen sollte. Petsch war seit der Gründung im Vorstand, als Vorsitzender von 1969 bis 1979, und diente zusätzlich als Anwalt der Bank. Petsch war im Organisationskomitee zusammen mit H. H. Sagebiel, E. H. Riley, H. A. Ries, W. H. Schaefer, Eric Juenke, Edward Stein, W. J. Schroeder, John W. Metzger und M. L. Bogisch.
Petsch, ein Freund von Lyndon B. Johnson und seiner Ehefrau Lady Bird Johnson, war finanziell stark an der Spendensammlung für den Lady Bird Johnson Municipal Park  – den Stadtpark von Fredricksburg – beteiligt. Er half beim Organisieren des Hill Country Memorial Hospitals und war während der Planung des Baus im Aufsichtsrat. Ebenso hatte er entscheidenden Einfluss bei der Entwicklung des Fleet Admiral Chester W. Nimitz Naval Museum.
Colonel Petsch und seine Ehefrau waren einflussreiche Mitglieder vieler Bürgerorganisationen, wie der nicht kommerziellen Hill Country Bar Association, der Community Chest und einer der lokalen 4-H-Jugendorganisationen. Sie wurden 1968 ehrenamtliche lebenslange Mitglieder der Parent Teacher Association. Am 28. September 1969 wurde in Fredricksburg der Alfred and Myra Petsch Day gefeiert. Das Alfred and Myra Petsch Appreciation Dinner, an dem 500 Menschen teilnahmen und ein Ticket für $ 2.50 kauften, wurde in der Fair Park Exhibition Hall gehalten. Der US-Präsident Lyndon B. Johnson und seine Ehefrau teilten sich den Kopftisch mit der Familie Petsch.

## Persönliches Leben und Tod
Alfred Petsch heiratete Myra Slator am 3. Mai 1918 in der St. Mark’s Episcopal Church in San Antonio. Das Paar hatte zwei Kinder.
Petsch zog sich 1980 aus seinem juristischen Berufsleben zurück und starb am 28. November 1981 in Fredericksburg. Er wurde auf dem Greenwood Cemetery beerdigt.